# Tillandsia imperialis
Tillandsia imperialis es una especie de planta epífita dentro del género  Tillandsia, perteneciente a la  familia de las bromeliáceas.  

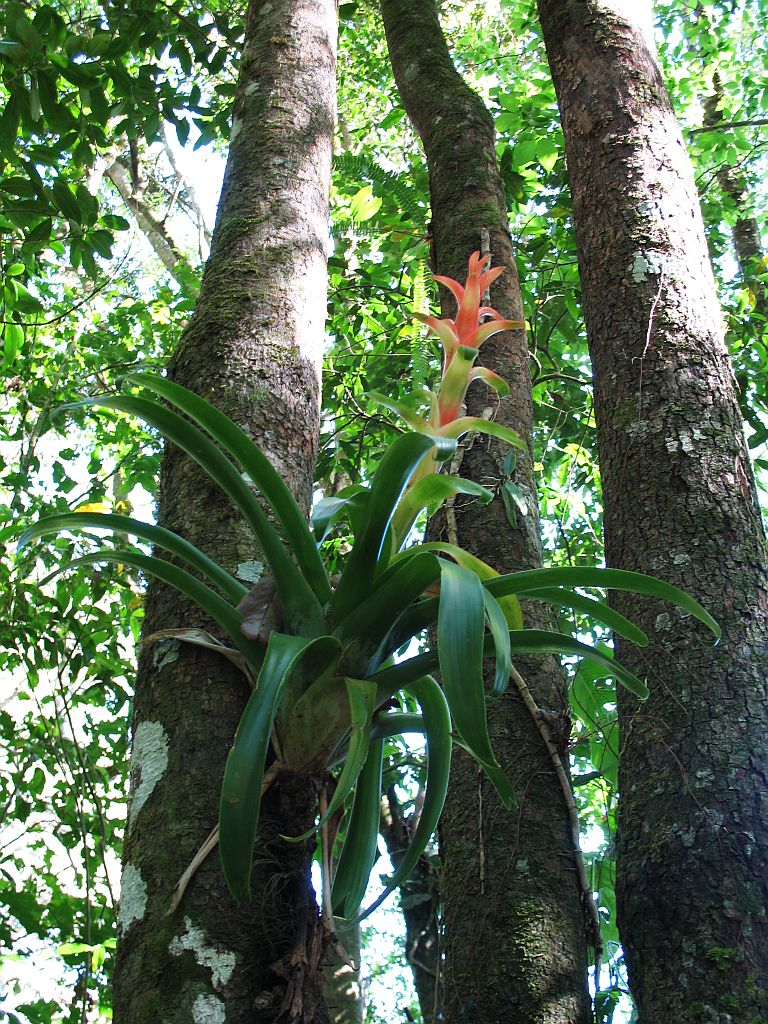
Vista de la planta

## Descripción
Es una planta epífita que alcanza un tamaño de hasta 50 cm en flor, acaule. Hojas de 30-45 cm; vainas 5-6 cm de ancho, pálidas, ocasionalmente matizadas de púrpura cerca de la transición entre lámina y vaina, moderadamente adpreso pardo lepidotas; láminas 3-5 cm de ancho, lisas, esparcido lepidotas con escamas pardas centralmente, liguladas, acuminadas a atenuadas. Escapo 15-18 cm; brácteas foliáceas, densamente imbricadas. Inflorescencia 13-20 cm, pinnado compuesta; brácteas primarias mucho más largas que las espigas, foliáceas; espigas 4.5-6 cm, erectas, con (1-)2-4 flores. Brácteas florales 3.5-4.2 cm, más largas que o raramente casi tan largas como los sépalos, imbricadas, erectas, carinadas, lisas a ligeramente nervadas, glabras, subcoriáceas a cartáceas. Flores con pedicelos hasta 1 mm; sépalos 3-3.4 cm, lisos, carinados o engrosados centralmente, subcoriáceos a coriáceos, glabros, libres o breviconnatos.

## Distribución y hábitat
Se encuentra en los bosques de neblina, a una altitud de 1300-2700 metros, en (Jalisco, Hidalgo, Veracruz, Puebla, Oaxaca, Honduras, El Salvador.

## Cultivares
- xVrieslandsia 'Imperial Charm'
- xVrieslandsia 'Marichelle'
- xVrieslandsia 'Red Dawn'

## Taxonomía
Tillandsia imperialis fue descrita por E.Morren ex Roezl y publicado en Das Pflanzenreich IV. 32(Heft 100): 482. 1935.
Etimología
Tillandsia: nombre genérico que fue nombrado por Carlos Linneo en 1738 en honor al médico y botánico finlandés Dr. Elias Tillandz (originalmente Tillander) (1640-1693).
imperialis: epíteto latíno que significa "grande"
Sinonimia
- Tillandsia candelifera Rohweder
- Tillandsia strobilantha Baker[3][4]